# Степановський Віталій Васильович
Віта́лій Васи́льович Степано́вський — український баскетбольний тренер. Головний наставник національної збірної України з баскетболу.

## З життєпису
Головний тренер студентської збірної України на Універсаді-2019. Під його керуванням команда здобула історичну срібну медаль. В складі команди — Зотов Віталій, Кондраков Юрій, Марченко Кирило, Петров В'ячеслав, Сидоров Ілля. Також тренував южненський «Хімік», з яким у сезоні 2018/19 здобував золоті нагороди баскетбольної Суперліги і Кубок України у 2020 році. 
Навесні 2022 року очолив румунську «Крайову», але в січні 2024 був звільнений з посади головного наставника команди і переключився на тренерський процес виключно у національній команді.